# Campeonato Mundial de Atletismo Júnior de 2012 - 400 m masculino
A prova dos 400 metros rasos masculino do Campeonato Mundial de Atletismo Júnior de 2012 ocorreu entre os dias 10 e 12 de julho em Barcelona, na Espanha. 

## Recordes
Antes desta competição, os recordes mundiais e do campeonato nesta prova eram os seguintes:
|     | Nome            | Nacionalidade  | Tempo | Local    | Data                   |
| --- | --------------- | -------------- | ----- | -------- | ---------------------- |
| WJR | Steve Lewis     | Estados Unidos | 43.87 | Seul     | 28 de setembro de 1988 |
| CR  | Hamdan Al-Bishi | Arábia Saudita | 44.66 | Santiago | 20 de outubro de 2000  |

## Medalhistas
| Ouro                  | Prata            | Bronze                                      |
| Luguelín Santos (DOM) | Arman Hall (USA) | Steven Solomon (AUS) · Aldrich Bailey (USA) |

## Cronograma
Todos os horários são locais (UTC+1).
| Data        | Hora  | Evento        |
| ----------- | ----- | ------------- |
| 10 de julho | 18:05 | Eliminatórias |
| 11 de julho | 20:00 | Semifinal     |
| 12 de julho | 21:00 | Final         |

## Resultados

### Eliminatórias
Qualificação: Os 2 primeiros de cada bateria (Q) e os 8 tempos mais rápidos (q). 
| Posição | Bateria | Raia | Atleta                                | Nacionalidade                  | Tempo | Notas           |
| ------- | ------- | ---- | ------------------------------------- | ------------------------------ | ----- | --------------- |
| 1       | 6       | 8    | Arman Hall                            | Estados Unidos                 | 46.13 | Q               |
| 2       | 1       | 5    | Boniface Ontuga Mweresa               | Quênia                         | 46.16 | Q               |
| 2       | 7       | 5    | Steven Solomon                        | Austrália                      | 46.16 | Q               |
| 4       | 4       | 3    | Alphas Leken Kishoyian                | Quênia                         | 46.22 | Q               |
| 5       | 6       | 7    | Mateo Ružic                           | Croácia                        | 46.30 | Q,              |
| 6       | 5       | 5    | Javon Francis                         | Jamaica                        | 46.31 | Q,              |
| 6       | 6       | 3    | Michele Tricca                        | Itália                         | 46.31 | q,              |
| 8       | 5       | 2    | Luguelín Santos                       | República Dominicana           | 46.34 | Q               |
| 9       | 8       | 4    | Aldrich Bailey                        | Estados Unidos                 | 46.40 | Q               |
| 10      | 7       | 4    | Julio Arenas                          | Espanha                        | 46.42 | Q,              |
| 11      | 7       | 3    | José Meléndez                         | Venezuela                      | 46.45 | q,              |
| 12      | 2       | 6    | Machel Cedenio                        | Trinidad e Tobago              | 46.58 | Q               |
| 13      | 5       | 7    | Andrew Whyte                          | Nova Zelândia                  | 46.62 | q,              |
| 14      | 2       | 5    | O'Jay Ferguson                        | Bahamas                        | 46.69 | Q               |
| 15      | 8       | 8    | Pieter Conradie                       | África do Sul                  | 46.70 | Q               |
| 16      | 6       | 4    | Daniel Gyasi                          | Gana                           | 46.85 | q,              |
| 17      | 1       | 2    | Patryk Dobek                          | Polónia                        | 46.90 | Q               |
| 18      | 3       | 2    | Stephan James                         | Guiana                         | 46.99 | Q, NJR          |
| 18      | 5       | 6    | Sorin Vatamanu                        | Roménia                        | 46.99 | q               |
| 20      | 4       | 9    | Jarryd Buchan                         | Austrália                      | 47.04 | Q               |
| 21      | 8       | 5    | Basheer Atiah Al Barakati             | Arábia Saudita                 | 47.07 | q,              |
| 22      | 1       | 6    | Marco Lorenzi                         | Itália                         | 47.19 | q               |
| 23      | 8       | 3    | Nikita Vesnin                         | Rússia                         | 47.22 | q               |
| 24      | 7       | 8    | Lennox Williams                       | Jamaica                        | 47.31 |                 |
| 25      | 3       | 8    | Nikita Uglov                          | Rússia                         | 47.37 | Q               |
| 25      | 7       | 9    | Rafał Smoleń                          | Polónia                        | 47.37 |                 |
| 27      | 8       | 2    | Shaquille Dill                        | Bermudas                       | 47.38 |                 |
| 28      | 1       | 4    | Sondre Nyvold Lid                     | Noruega                        | 47.40 |                 |
| 29      | 1       | 7    | Talbert Poleon                        | Santa Lúcia                    | 47.45 |                 |
| 30      | 3       | 7    | Diego Palomeque                       | Colômbia                       | 47.55 |                 |
| 31      | 4       | 6    | Ruan Greyling                         | África do Sul                  | 47.65 |                 |
| 32      | 4       | 8    | Bandar Atiyah Kaabi                   | Arábia Saudita                 | 47.79 |                 |
| 33      | 6       | 6    | Luis Alonso Murillo                   | Costa Rica                     | 47.85 |                 |
| 34      | 5       | 3    | Lucka Raherindrainy                   | Madagáscar                     | 47.90 | Recorde pessoal |
| 35      | 7       | 2    | Asa Guevara                           | Trinidad e Tobago              | 47.93 |                 |
| 36      | 3       | 5    | Kazushi Kimura                        | Japão                          | 47.98 |                 |
| 37      | 8       | 1    | Oleksiy Pozdnyakov                    | Ucrânia                        | 48.00 |                 |
| 38      | 5       | 1    | Kenta Kimura                          | Japão                          | 48.03 |                 |
| 38      | 6       | 9    | José Ricardo Jiménez                  | México                         | 48.03 |                 |
| 40      | 3       | 3    | Benjamin Ayesu-Attah                  | Canadá                         | 48.08 |                 |
| 41      | 3       | 9    | Roy Ravana                            | Fiji                           | 48.17 |                 |
| 42      | 6       | 2    | Elroy McBride                         | Bahamas                        | 48.18 |                 |
| 43      | 5       | 9    | Dávid Bartha                          | Hungria                        | 48.32 |                 |
| 44      | 1       | 8    | Marc-André Alexandre                  | Canadá                         | 48.37 |                 |
| 45      | 2       | 7    | Jani Koskela                          | Finlândia                      | 48.46 |                 |
| 46      | 8       | 9    | Kwame Donyinah                        | Gana                           | 48.55 |                 |
| 47      | 2       | 4    | Chin Hui Ng                           | Singapura                      | 48.56 |                 |
| 48      | 1       | 9    | Alexander Rohani                      | Irão                           | 48.59 |                 |
| 49      | 4       | 7    | Alexandru Babian                      | Moldávia                       | 48.63 |                 |
| 50      | 1       | 3    | Sumit Malik                           | Índia                          | 48.82 |                 |
| 50      | 4       | 5    | Miloš Raovic                          | Sérvia                         | 48.82 |                 |
| 52      | 5       | 4    | Victor Soares                         | Portugal                       | 48.93 |                 |
| 52      | 8       | 6    | Brandon Valentine-Parris              | São Vicente e Granadinas       | 48.93 | Recorde pessoal |
| 54      | 4       | 4    | Lucas Bua                             | Espanha                        | 48.94 |                 |
| 55      | 2       | 3    | Mohamedine Mahamadou                  | Níger                          | 49.05 |                 |
| 56      | 2       | 2    | D. Madushanka Ranasinghearachchilage  | Sri Lanka                      | 49.43 |                 |
| 57      | 2       | 8    | José Fernando Martínez                | México                         | 49.71 |                 |
| 58      | 5       | 8    | Marcio Cruz                           | Nicarágua                      | 50.77 | Recorde pessoal |
| 59      | 7       | 7    | Abdelkhedere Abdelrahaman Abdelbassit | Chade                          | 50.80 | Recorde pessoal |
| 60      | 3       | 4    | Mohammed Al Shueili                   | Omã                            | 51.04 |                 |
|         | 6       | 5    | John Rivan                            | Papua-Nova Guiné               | DQ    |                 |
|         | 7       | 6    | Andreas Roth                          | Noruega                        | DNF   |                 |
|         | 2       | 9    | Sadam Suliman Koumi                   | Sudão                          | DNS   |                 |
|         | 3       | 6    | Mohamed Belbachir                     | Argélia                        | DNS   |                 |
|         | 4       | 2    | Madunta Chukwuma                      | Nigéria                        | DNS   |                 |
|         | 8       | 7    | Gedeon Tshimanga Mutombo              | República Democrática do Congo | DNS   |                 |

### Semifinal
Qualificação: Os 2 primeiros de cada bateria (Q) e os 2 tempos mais rápidos (q). 
| Posição | Bateria | Raia | Atleta                    | Nacionalidade        | Tempo | Notas           |
| ------- | ------- | ---- | ------------------------- | -------------------- | ----- | --------------- |
| 1       | 3       | 4    | Aldrich Bailey            | Estados Unidos       | 45.79 | Q               |
| 2       | 1       | 7    | Luguelín Santos           | República Dominicana | 45.98 | Q               |
| 3       | 3       | 5    | Javon Francis             | Jamaica              | 46.06 | Q,              |
| 4       | 1       | 4    | Steven Solomon            | Austrália            | 46.07 | Q               |
| 5       | 3       | 5    | Boniface Ontuga Mweresa   | Quênia               | 46.20 | q               |
| 6       | 2       | 4    | Arman Hall                | Estados Unidos       | 46.42 | Q               |
| 7       | 1       | 6    | Alphas Leken Kishoyian    | Quênia               | 46.46 | q               |
| 8       | 1       | 8    | Nikita Uglov              | Rússia               | 46.49 | q               |
| 9       | 3       | 2    | Patryk Dobek              | Polónia              | 46.56 |                 |
| 10      | 2       | 6    | Machel Cedenio            | Trinidad e Tobago    | 46.59 | Q               |
| 11      | 2       | 2    | Andrew Whyte              | Nova Zelândia        | 46.81 |                 |
| 12      | 3       | 9    | Jarryd Buchan             | Austrália            | 46.81 | Recorde pessoal |
| 13      | 2       | 8    | José Meléndez             | Venezuela            | 46.83 |                 |
| 14      | 2       | 9    | Pieter Conradie           | África do Sul        | 46.87 |                 |
| 15      | 1       | 9    | Michele Tricca            | Itália               | 46.92 |                 |
| 16      | 2       | 7    | O'Jay Ferguson            | Bahamas              | 47.02 |                 |
| 17      | 3       | 6    | Marco Lorenzi             | Itália               | 47.25 |                 |
| 18      | 2       | 5    | Stephan James             | Guiana               | 47.35 |                 |
| 19      | 1       | 5    | Mateo Ružic               | Croácia              | 47.46 |                 |
| 20      | 1       | 3    | Basheer Atiah Al Barakati | Arábia Saudita       | 47.48 |                 |
| 21      | 3       | 4    | Daniel Gyasi              | Gana                 | 47.78 |                 |
| 22      | 2       | 3    | Nikita Vesnin             | Rússia               | 48.02 |                 |
| 23      | 1       | 2    | Sorin Vatamanu            | Roménia              | 48.15 |                 |
| 24      | 3       | 4    | Julio Arenas              | Espanha              | 50.00 |                 |

### Final
A prova final foi realizada no dia 12 de julho ás 21:00. 
| Posição           | Faixa | Atleta                  | Nacionalidade        | Tempo | Notas           |
| ----------------- | ----- | ----------------------- | -------------------- | ----- | --------------- |
| Medalha de ouro   | 6     | Luguelín Santos         | República Dominicana | 44.85 |                 |
| Medalha de prata  | 4     | Arman Hall              | Estados Unidos       | 45.39 | Recorde pessoal |
| Medalha de bronze | 8     | Steven Solomon          | Austrália            | 45.52 | Recorde pessoal |
| Medalha de bronze | 5     | Aldrich Bailey          | Estados Unidos       | 45.52 |                 |
| 5                 | 9     | Machel Cedenio          | Trinidad e Tobago    | 46.17 |                 |
| 6                 | 1     | Alphas Leken Kishoyian  | Quênia               | 46.19 |                 |
| 7                 | 3     | Boniface Ontuga Mweresa | Quênia               | 46.50 |                 |
| 8                 | 2     | Nikita Uglov            | Rússia               | 46.61 |                 |
| 9                 | 7     | Javon Francis           | Jamaica              | 47.57 |                 |

Legenda
| Recorde mundial       | Recorde mundial (World record)               |                       | Recorde africano                      | Recorde africano (African) |                                           | Q | Classificado por posição (Qualified) |
| Recorde do campeonato | Recorde do campeonato (Championship record)  | Recorde da América    | Recorde da América (Americas)         | q                          | Classificado por melhor tempo (Qualified) |   |                                      |
| Melhor marca do ano   | Melhor marca do ano (World leading)          | Recorde asiático      | Recorde asiático (Asian)              | DNS                        | Não largou (Did not start)                |   |                                      |
| Recorde nacional      | Recorde nacional (National record)           | Recorde europeu       | Recorde europeu (European)            | DNF                        | Não terminou (Did not finish)             |   |                                      |
| Recorde pessoal       | Recorde pessoal do atleta (Personal best)    | Recorde da Oceania    | Recorde da Oceania (Oceania)          | DSQ / DQ                   | Desclassificado (Disqualified)            |   |                                      |
| Recorde da temporada  | Recorde da temporada do atleta (Season best) | Recorde sul-americano | Recorde sul-americano (South America) | NM                         | Sem marca (No mark)                       |   |                                      |